# زخرط مزند
الزُخْرُط المزند أو الغاجية المُزَنَّدة  أو الذُّبَحُ المزند (باللاتينية: Gagea peduncularis) نوع نباتي يتبع جنس الزخرط من الفصيلة الزنبقية.

## الموطن والانتشار
النبات واطن في المغرب العربي (ليبيا) وقبرص وتركيا وجنوب أوروبا من اليونان إلى إيطاليا.